# Zeugopterus norvegicus
Zeugopterus norvegicus és un peix teleosti de la família dels escoftàlmids i de l'ordre dels pleuronectiformes. que viu entre els 20 i els 50 m de fondària però, de vegades, ha estat observat fins als 170 m.